# Jana Nagyová
Jana Nagyová-Schlegelová (sinh ngày 9 tháng 01 năm 1959 ở Komárno, Tiệp Khắc) là một diễn viên điện ảnh nổi tiếng của Slovakia. Cô được khán giả Việt Nam biết đến qua bộ phim Công chúa Arabela.

## Film đã đóng

### Film
- 1993: Pozemsky nepokoj jako Jill Banfordová
- 1988: Pan Samochodzik i praskie tajemnice (Pražské tajemství) jako Helena, siostra Ludmiły
- 1987: Pravidla kruhu jako Blanka
- 1986: Není sirotek jako sirotek jako Jitka
- 1984: O sláve a tráve jako fotograf Bea
- 1983: Výlet do mladosti jako Šárika
- 1981: Mezi námi kluky jako Kamila
- 1981: Na baňu klopajú
- 1981: Bičianka z doliny
- 1980: Miłosny tryptyk (Triptych o láske)
- 1979: Stretnutie v Tajove
- 1979: Śmierć autostopowiczki (Smrt stopařek) jako Eva Černá
- 1977: Špetku soli
- 1977: Penelopa jako Verona
- 1972: Daleko do nieba (Ďaleko je do neba)

### Film truyền hình
- 1986: Polepetko
- 1983: Rodinná anamnéza
- 1983: Žakýlska Veronka
- 1982: Chlap prezývaný Brumteles
- 1980: Niebezpieczne związki (Nebezpecné známosti) jako Cécile de Volanges
- 1976: Sváko Ragan

### Phim truyền hình dài tập
- 1986: Dwór Elżbiety (Alžbetin dvor)
- 1984: Tajemnicza wyspa (Tajomný ostrov)
- 1979-1980: Công chúa Arabela (serial TV) jako księżniczka Arabela